# Ліпови-Ляс
Ліпови-Ляс (пол. Lipowy Las) — село в Польщі, у гміні Бараново Остроленцького повіту Мазовецького воєводства.
Населення — 109 осіб (2011).
У 1975-1998 роках село належало до Остроленцького воєводства.

## Демографія
Демографічна структура станом на 31 березня 2011 року:
|          | Загалом | Допрацездатний вік | Працездатний вік | Постпрацездатний вік |
| -------- | ------- | ------------------ | ---------------- | -------------------- |
| Чоловіки | 54      | 7                  | 41               | 6                    |
| Жінки    | 55      | 6                  | 32               | 17                   |
| Разом    | 109     | 13                 | 73               | 23                   |